# Свияжский
Свияжский — посёлок в Апастовском районе Татарстана. Входит в состав Каратунского сельского поселения.

## География
Находится в западной части Татарстана на расстоянии приблизительно 3 км на северо-запад от районного центра посёлка Апастово на автомобильной дороге Казань-Ульяновск.

## История
Основан в 1963 году.

## Население
Постоянных жителей было в 1970 году — 109, в 1979 — 192, в 1989 — 490. Постоянное население составляло 566 человек (татары 79 %) в 2002 году, 558 — в 2010.